# Houda Nonoo

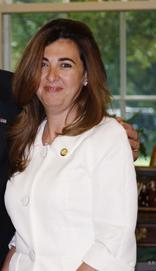
Houda Nonoo (2008)

Houda Ezra Ebrahim Nonoo (arabisch هدى عزرا نونو, DMG Hudā ʿAzrā Nūnū; geb. am 7. September 1964 in Manama, Bahrain) ist eine bahrainische Diplomatin. Sie war die erste jüdische Botschafterin aus der arabischen Welt.

## Berufsweg
Houda Nonoo erhielt einen Master of Business Administration (MBA) der International University of Europe in Watford, England; zusätzlich absolvierte sie ein Bachelorstudium in Rechnungswesen der City, University of London. Sie arbeitete als Finanzdirektorin in Großbritannien und seit 1993 als Geschäftsführerin der Gulf Computer Services in Bahrain.
Im Jahr 2006 wurde Nonoo von König Hamad bin Isa Al Chalifa in die Ratsversammlung (Shura) berufen. Sie war dort im Ausschuss für Finanzen und Wirtschaft tätig. Am 3. Juli 2008 ernannte der König Nonoo zur Botschafterin in den Vereinigten Staaten. Sie übergab am 28. Juli 2008 ihre Akkreditierung dem Präsidenten George W. Bush. Nicht residierend wurde sie auch als Botschafterin in Kanada, Mexiko, Brasilien und Argentinien akkreditiert. Sie war die erste bahrainische Frau in diesem Amt. Im November 2013 wurde Scheich Abdullah bin Muhammad Al Chalifa ihr Nachfolger.
Nonoo war 2004 Mitbegründerin der Bahrain Human Rights Watch Society (BHRWS) zur Wahrung der Menschenrechte und von 2005 bis 2008 deren Generalsekretärin. Sie gründete auch den Verband Bahrain Association for Child Safety (BACS) zum Schutz der Kinder.
Im Jahr 2018 traf Nonoo eine Delegation der Hampton Synagoge aus New York, die der König nach Bahrain eingeladen hatte.
Nonoo ist verheiratet und Mutter von zwei Söhnen. Menasheh Idafar, der ältere, wurde 2010 Britischer Meister der Formel 3.